# Lambert van den Steen de Jehay

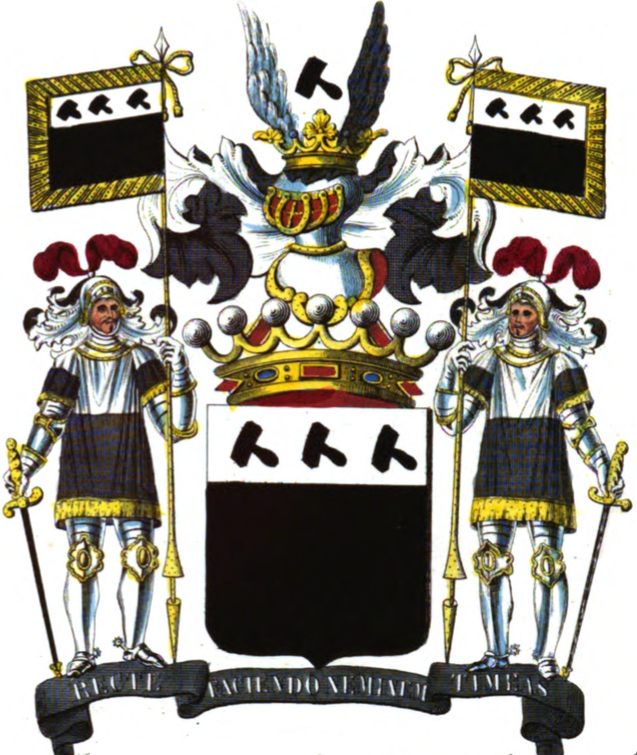
Het wapen van de familie van den Steen de Jehay

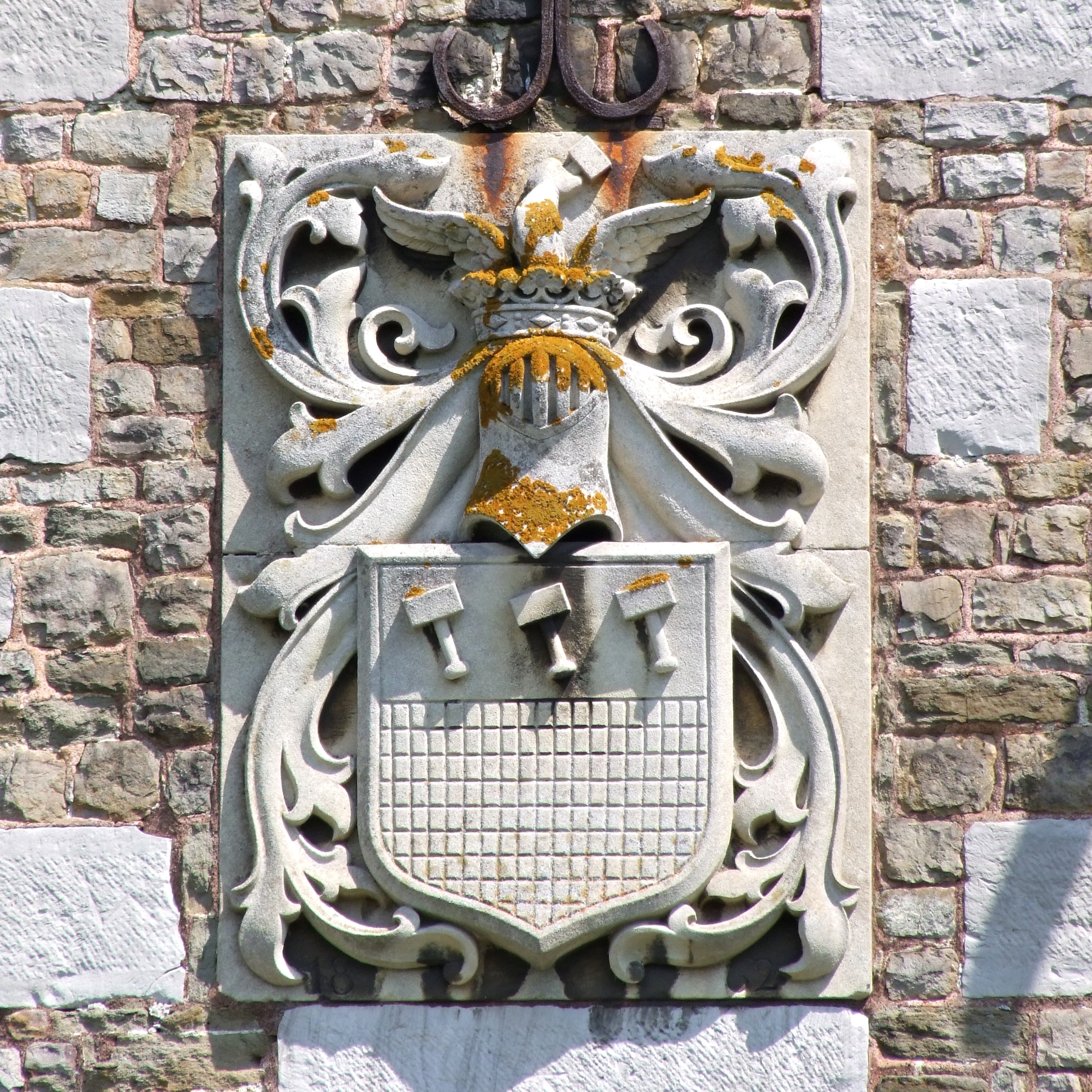
Wapen Van den Steen op de voorgevel van het kasteel van Jehay

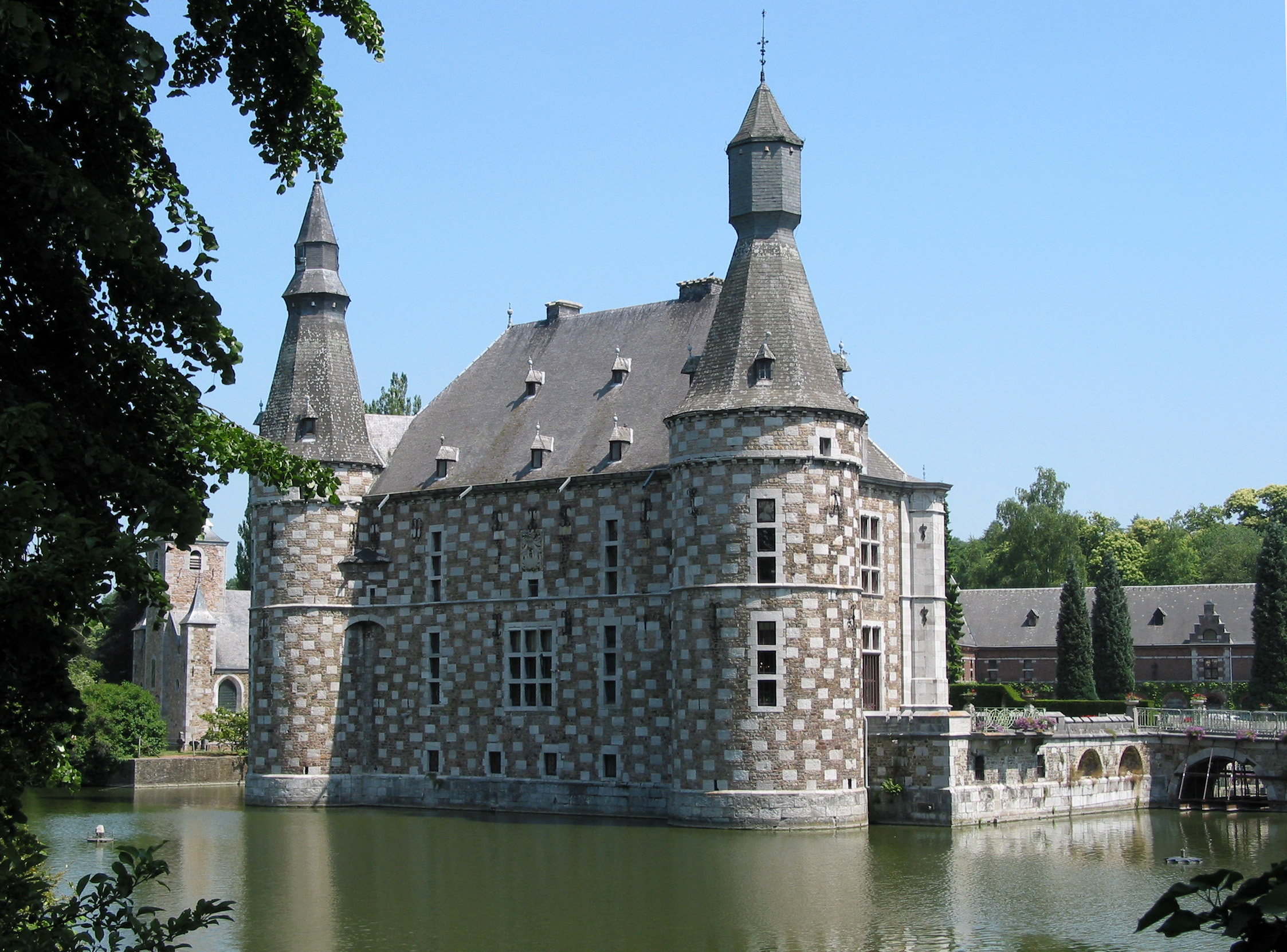
Het kasteel van den Steen van Jehay

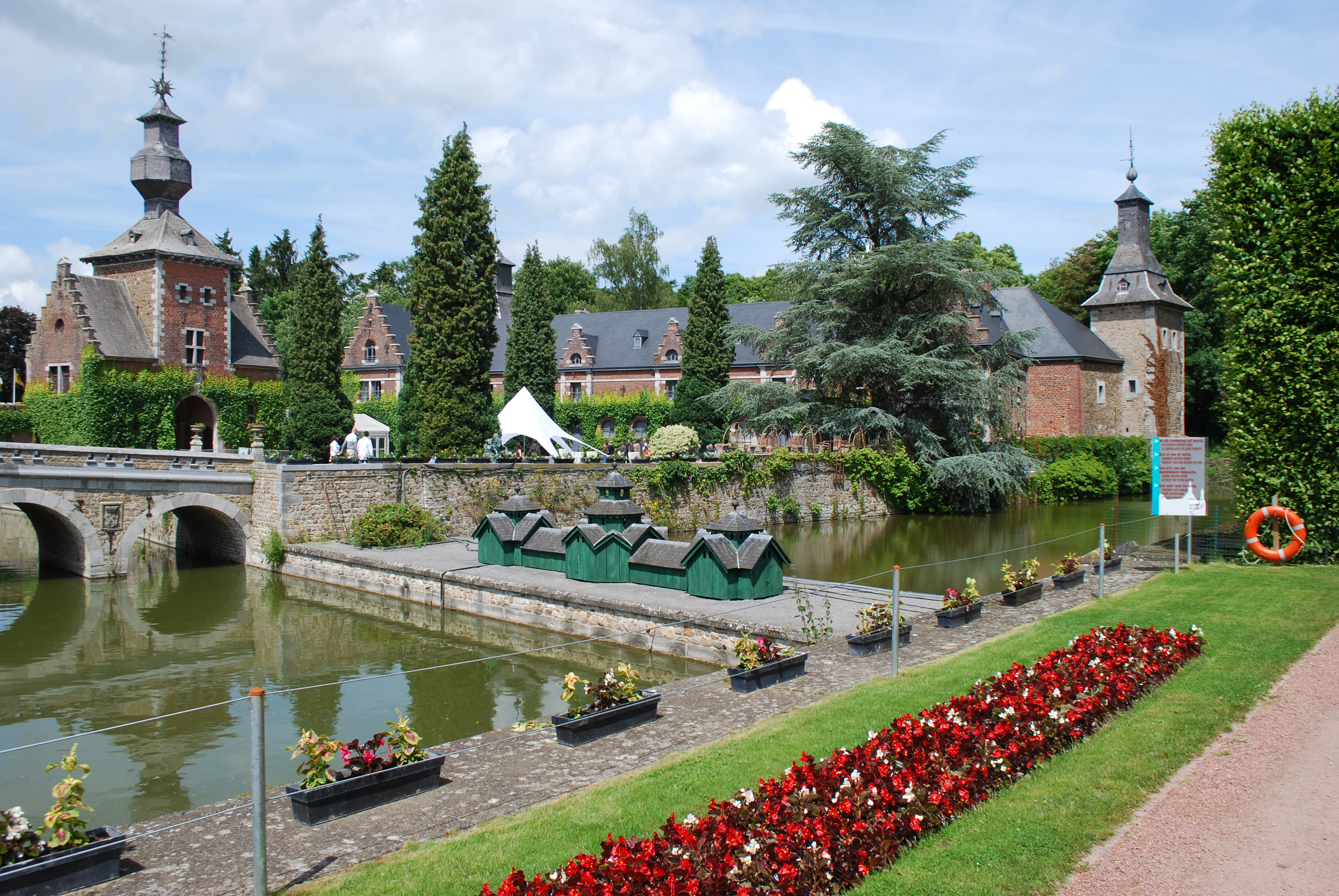
Kasteel en tuinen van den Steen de Jehay

Lambert Armand Joseph van den Steen de Jehay (Luik, 29 januari 1747 - Jehay, 26 juni 1824) was een Zuid-Nederlands edelman, lid van een Luikse adellijke familie.

## Geschiedenis
De Haspengouwse familie van den Steen rees stilaan tot notabele status in het prinsbisdom Luik. De opeenvolgende familiehoofden die bekend zijn, waren:
- Erasmus van den Steen, getrouwd met Maria Hagels.
  - Nicolaas van den Steen, getrouwd met Jossine Deckers.
    - Armand van den Steen, getrouwd met Elisabeth van den Eertwech.
      - Jean van den Steen (°1550) of Johannes a Lapide, getrouwd met Jeanne des Champs.
        - Lambert-Armand van den Steen (1587-1669), getrouwd met Marguerite Naveau.
          - François van den Steen (1624-1698), getrouwd met Anne de Soumagne Senzeille.

- Een zoon van François, Lambert van den Steen (1664-1757), heer van Saive, werd raadsheer van de prins-bisschop van Luik, en kocht in 1720 de heerlijkheid en het kasteel van Jehay van graaf Jean-Charles de Merode (1719-1774). Hij trouwde met Anne-Catherine de Senzeilles en, in tweede huwelijk, in 1699, met Marie Joséphine de La Vaulx (1680-1756), bij wie hij kinderen had:
  - Pierre-Lambert van den Steen (27 december 1703 - 30 oktober 1761), de oudste van de hierboven gemelde kinderen en de enige die nageslacht had, trouwde met Marie-Gertrude de Thier (1719-1770). Hij was baron van Jehay en burggraaf van Harduemont.
  - Charles Walthère van den Steen (ca. 1718 - ca. 1775).
  - Marie-Barbe Hubertine van den Steen (1720-1783), die trouwde met ridder Charles-Rénier de Loets de Trixhe.
  - Lambert-Walthère van den Steen, kanunnik van de Sint-Lambertuskathedraal en abt van Amay.
  - Ambroise van den Steen, kanunnik van de basiliek Sint-Martinus in Luik.
  - Edmond van den Steen, kanunnik en deken van de collegiale kerk Sint-Jan de Evangelist in Luik.
  - Henri-Jacques van den Steen, kanunnik van de Sint-Lambertuskathedraal, proost van de collegiale kerk Sint-Paulus, voorzitter van de Kamer van financies.

## Lambert van den Steen
Lambert Armand Joseph van den Steen, zoon van Pierre-Lambert, trouwde in 1777 met Marie-Hermance de Trappé (1758-1808). Ze hadden een zoon en een dochter.
Hij was de laatste heer van Jehay, Harduemont en Saive, en was schepen van het Soevereine Hof van Justitie in het prinsbisdom. Het is niet bekend wat hij uitvoerde tijdens de revolutiejaren en het Franse keizerrijk, maar hij bleef wellicht zijn kasteel in Jehay bewonen. Het bleef alvast familie-eigendom.
In 1816 werd hij onder het Verenigd Koninkrijk der Nederlanden erkend in de erfelijke adel met de titel baron, overdraagbaar bij eerstgeboorte en met benoeming in de Ridderschap van de provincie Luik.

## Afstammelingen
- Lambert Armand van de Steen de Jehay is de stamvader van alle familieleden van den Steen de Jehay, tot heden.
  - Charles van den Steen de Jehay (1781-1846), senator, gouverneur van Luik en ambassadeur, trouwde met Marie Charlotte de Grumsel d'Emael (1788-1855). Ze kregen acht kinderen. In 1840 werd de baronstitel overdraagbaar op alle afstammelingen. Zijn weduwe verkreeg in 1846 een pauselijke titel van graaf voor haar en haar kinderen. Het jaar daarop verkreeg ze binnen de Belgische adel de titel graaf of gravin voor alle afstammelingen van haar overleden echtgenoot.
    - Amand van den Steen de Jehay (1811-1888), diplomaat, trouwde met Louise Desmanet de Biesme (1826-1891). Ze kregen vier dochters.
      - Nathalie Charlotte van den Steen de Jehay (1852-1919) trouwde met graaf Amedée Visart de Bocarmé (1835-1924), burgemeester van Brugge.

    - Louis van den Steen de Jehay (1813-1864), volksvertegenwoordiger, trouwde met gravin Alix De Gourcy-Serainchamps (1828-1859). Ze bleven kinderloos. De echtgenote overleed in Genua, tijdens hun huwelijksreis.
    - Leopold van den Steen de Jehay (1814-1884), diplomaat, trouwde met Marie de Wykerslooth de Rooyestein (1833-1902).
    - Xavier van den Steen de Jehay (1820-1885) was auteur van boeken in uiteenlopende genres.
    - Victor van den Steen de Jehay (1822-1912), burgemeester van Uitbergen, trouwde met Victorine de Lichtervelde (1825-1871).
      - Werner van den Steen de Jehay (1854-1934), Belgisch ambassadeur, trouwde met Marguerite Julien (1868-1951).
        - Herbert van den Steen de Jehay (1896-1958), bouwkundig ingenieur, trouwde met Jeanne Hoepfner (1900-1978).
          - Jérôme van den Steen de Jehay (1933-2014), trouwde met Marie-Antoinette de Bounam de Ryckholt (° 1937). Dit echtpaar bleef kinderloos.

        - Guy van den Steen de Jehay (1906-1999), beeldhouwer en wereldreiziger, was tweemaal getrouwd.
          - Gérard van den Steen de Jehay (1949-1985) trouwde met Patricia Delloye (° 1952). Ze kregen drie dochters. Hiermee is het einde van de familie van den Steen de Jehay, zowel wat betreft mannelijke als vrouwelijke naamdragers in het vooruitzicht.

Het kasteel en het domein van 22 ha werden in 1999, na de dood van Guy van den Steen, verkocht aan de provincie Luik, die er een publieke bestemming heeft aan gegeven.